# Inlijving
Inlijving is een proces waardoor zaken of personen verbonden worden op grond van regel, wet, afspraak, kracht of macht; het ingelijfde wordt onderdeel van het geheel. Bij gelijkwaardigheid spreekt men eerder van fusie. Bij vrije keuze van alle betrokken partijen spreekt men bijvoorbeeld van toetreding.
Het woord wordt in het algemeen spraakgebruik en in de wet voor uiteenlopende processen gebruikt, zodat de betekenis uit de context moet blijken. In enkele gevallen is er echter een welgedefinieerde betekenis die in wet of regel is vastgelegd. Dit is in België het geval bij inlijving van gronden in het openbaar domein en in Nederland bij inlijving in de adel.

## Vestigen van jurisdictie
Men kan spreken van inlijving wanneer een overheid voor een grondgebied een veel grotere mate van zeggenschap krijgt dan voorheen. De term is dan min of meer synoniem met annexatie, het vestigen van rechtsmacht over gebied of bezittingen. Voorbeelden:
- Min of meer vreedzame annexatie van Oostenrijk (Anschluss) en Sudetenland door  het Duitse Rijk in 1938 en Memelland in 1939.
- Volledige inlijving in 1810 van het Koninkrijk Holland door het Franse Keizerrijk, het sluitstuk van een proces dat speelde sinds de Bataafse Republiek.
- Gemeentelijke herindeling - wordt gezien als inlijving, indien een zeer grote gemeente gebied van een kleinere gemeente overneemt.
- In België kan een gemeente gronden die reeds openbaar gebruikt worden kosteloos inlijven in het openbaar domein, wanneer de bestemming van openbaar nut is, bijvoorbeeld wegen. Deze betekenis van inlijving is in de Belgische wet vastgelegd.[1]

## Verplicht groepslidmaatschap
Een andere vorm van inlijving is een verplichte (op grond van regel, wet of afspraak) of gedwongen toetreding tot een groep. Voorbeelden:
- Inlijving (adel) - Opname van een persoon in de adelstand van een land op basis van de erkenning dat die persoon in een andere staat al tot de adel behoort. De verlening van adeldom geschiedt in Nederland door verheffing, inlijving of erkenning. De betekenis van deze termen is vastgelegd in de Nederlandse Wet op de adeldom.[2] De verplichting om een persoon in de adelstand op te nemen geldt in dit geval niet voor de persoon: niemand is verplicht zich te beroepen op de Wet op de adeldom. Het is echter de staat die zich verplicht heeft het groepslidmaatschap toe te staan aan degenen die een gegrond beroep op deze wet doen.
- Verplicht vakbondslidmaatschap: Degene die in een bepaalde bedrijfstak een werknemersrelatie aangaat wordt automatisch ingelijfd in een vakbond.
- Inlijving in een groep slaven, zie slavernij.
- Inlijving in het leger door dienstplicht.[3]
- Inlijving in een harem
- Kindsoldaat - Een kind dat ingelijfd is in een regeringsleger of in een georganiseerde en gewapende politieke groep.

## Tussenvorm
- Lijfeigenschap - De heer dwingt zeggenschap af over de huishouding (gezin, huis, grond, bedrijfsmiddelen) van bepaalde bewoners van zijn gebied, en verplicht deze aldus groepsgewijs tot gehoorzaamheid. Deze relatie bevat zowel aspecten van verplicht groepslidmaatschap als van het ondergeschikt worden aan een zich uitbreidende jurisdictie.

## Overige
- Een fusie tussen ongelijkwaardige bedrijven, clubs of verenigingen, een overname. Ook wanneer het oorspronkelijke verband niet meer bestaat, bijvoorbeeld door faillissement, kan men van inlijving spreken wanneer werknemers, bedrijven of clubleden groepsgewijs deel gaan uitmaken van een ander, reeds bestaand verband.